# Allurus choui
Allurus choui är en stekelart som beskrevs av Sergey A. Belokobylskij 2004. Allurus choui ingår i släktet Allurus och familjen bracksteklar. Inga underarter finns listade i Catalogue of Life.